# مقاطعة باتش-كيشكون
باتش-كيشكون (بالمجرية: Bács-Kiskun megye) هي مقاطعة إدارية في المجر الجنوبية. تأسست بعد الحرب العالمية الثانية, بعد ضم باتش-كودروغ ما قبل الحرب والمناطق الجنوبية من مقاطعات بشت-بليش-شولت-كيشكون. مع كونها 8,445 كيلومتر مربع, باتش-كيشكون أكبر مقاطعة في البلاد. المنطقة سطحية نسبيا مع هضبات بالقرب من بايا. عاصمة مقاطعة باتش-كيشكون هي كتشكمت. هي ومنطقة دوناب-كريش-مورش-تيسا تُشكل الأوروبية.

## جغرافية

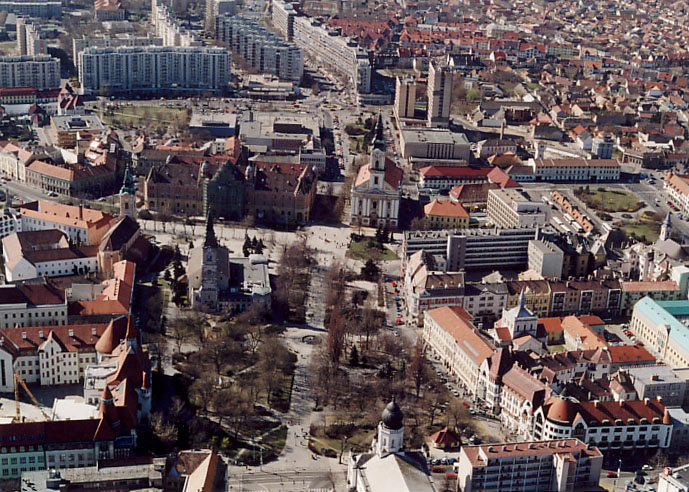
صورة جوية لكشكمت - المجر

المقاطعة معروفة في جميع أنحاء أوروبا بجمالها الطبيعي. منتزه كيشكونشاغ الوطني يقع في المنطقة.

### الموقع
باتش-كيشكون تُشارك حدودها مع بارانيا، تولنا، فيير في الغرب (ما بعد دانوب), بشت إلى الشمال, ياس-نادكون-سولنك وتشونغراد في الشرق, بعد نهر تيسا. إلى الجنوب باتش-كيشكون يُشارك حدوده مع صربيا.

### الأنهار
- دانوب
- تيسا

### البُحيرات
- بحيرة سليد
- بحيرة فادكرت

## التركيبة السكانية
مع أن عدد السكان ينزل, مُستوى الموليد يضل إجابياً, غير باقي المناطق في المجر.

### العرق
سكان المقاطعة تقريباُ مُتجانس, مع أغلابية مجريية (94.1%). مع بعض من الكروات والألمان.

### دين
سكان باتش-كيشكون يتكونون من الأغلبية روم كاثوليك (65.3%). باتش-كيشكون تحتوي على مجتمع من الكالفينيين, غير أي مقاطعة آخرى في البلاد (11%).

## أعلام
- رودلف باور

## وصلات خارجية
- الموقع الرسمي بالإنجليزية, المجرية, الألمانية, والفرنسية
- معلومات بالإنجليزية, المجرية, والألمانية